# Pierre Patry
Pour les articles homonymes, voir Patry.
Pierre Patry (né le 2 novembre 1933 à Hull et mort le 7 juin 2014 à Québec,,), d'abord intéressé au théâtre et à la communication, est surtout connu comme scénariste, monteur, réalisateur et producteur québécois au cinéma et à la télévision, puis comme intervenant de premier plan dans le développement de la télévision éducative (le Canal Savoir) et, de façon plus générale, dans le développement et le maintien de partenariats et de réseaux, en éducation (notamment en formation à distance) comme dans les activités socio-culturelles ou artistiques, jusque même au niveau international.

## Biographie
Pierre Patry débute comme homme de théâtre (acteur, metteur en scène) dans son Outaouais natal. Il est membre fondateur de l'Association canadienne de théâtre amateur. 
Puis il fait son entrée à l'Office national du film (ONF), à Montréal, comme scénariste, assistant-réalisateur puis réalisateur (1957-1963). Il quitte l'ONF en 1964, pour fonder Coopératio, une compagnie de production cinématographique, qu'il devra fermer au bout de cinq ans à cause des problèmes systémiques de financement et de distribution du long métrage de fiction, s'éternisant jusqu'alors. — Même si Pierre Patry n'a consacré qu'une dizaine d'années au cinéma, ce fut cette courte partie de sa carrière qui a laissé les traces les plus profondes et marquantes, publiquement visibles, indélébiles. Cela tient au domaine, bien en vue, du cinéma, mais aussi à ses efforts méritoires, suscitant la coopération, pour que la production et la distribution du long métrage québécois de fiction soient enfin facilitées, par des décisions gouvernementales appropriées, structurantes, qui étaient attendues en vain depuis la création de l'ONF (cette pépinière de cinéastes, repliée depuis quelque 30 ans sur le court métrage documentaire). 
Pierre Patry devient alors, en 1967, le directeur du centre culturel de la toute récente Cité des Jeunes de Vaudreuil.
Il est ensuite, à Québec un adjoint à la vice-présidence aux Communications (de 1975 à 1977), au siège social de l'Université du Québec (UQ), puis le directeur du Bureau de la coopération nationale et internationale de la Télé-université (Téluq), qui était alors une constituante distincte de toute autre à l'intérieur de l'UQ.
C'est à Pierre Patry, directeur du Bureau de la coopération… de Téluq, qu'on a confié le mandat, au cours de la décennie 1980, de négocier avec divers organismes (dont le câblodiffuseur Vidéotron et Radio-Québec, renommée Télé-Québec en 1996) pour rendre opérationnelle au Québec une chaîne télévisée d'enseignement collégial et universitaire, que l'UQ fit incorporer : ce fut C.A.N.A.L., renommé en 1997 Canal SAVOIR, qui émet ses émissions à l'horaire, d'abord par câbles, puis aussi par antenne UHF et satellites de télécommunications, également aujourd'hui par le Web, des émissions éducatives de différentes universités ou collèges (pas seulement de Téluq ou de l'UQ), et maintenant pas seulement au Québec.
En 1988, Pierre Patry participe à la fondation du Réseau d'enseignement francophone à distance du Canada (REFAD) et suscite la fondation des réseaux internationaux CIFFAD, CREAD et COMRED.
Ces diverses fonctions administratives ou de création, d'animation, qui furent confiées à Pierre Patry faisaient appel à son habileté à susciter la concertation, le travail d'équipe, l'entraide par l'écoute orientée vers la résolution ou la prévention des difficultés, une habileté qui déjà ressortait de son bref mais énergique travail antérieur dans le monde du théâtre et du cinéma.

## Filmographie

### Comme monteur
- 1962 : Louis-Hippolyte Lafontaine (ONF, Pierre Patry, réal.; 29 min)
- 1964 : Il y eut un soir... il y eut un matin (ONF, Pierre Patry, réal.; 28 min)

### Comme scénariste
- 1959 : Les Petites Sœurs (ONF, Pierre Patry, coscénariste avec Larry Gosnell et réalisateur ; coll. Vie monastique des années 1960 ; 30 min)
- 1959 : Germaine Guèvremont, romancière (ONF, Pierre Patry, réal.; 30 min)
- 1960 : Collège contemporain (ONF, Pierre Patry, coscénariste avec Clément Perron; coll. Collèges classiques au Québec; 20 min)
- 1959-1963 : Le Grand Duc (Radio-Canada, Pierre Patry, coscénariste avec 13 autres ; série télévisée, sur 5 ans)
- 1960 : Le Chanoine Lionel Groulx, historien (ONF, Pierre Patry, réal. et coscénariste avec Lionel Groulx et André Laurendeau; 59 min)
- 1962 : Louis-Hippolyte Lafontaine (ONF, Pierre Patry, coscénariste avec Lise Lavallée et réal.; série Les Artisans de notre histoire; 29 min)
- 1963-1966 : Ti-Jean caribou (Radio-Canada, Pierre Patry, coscénariste avec Guy Fournier, Louise Fournier, Jacques Létourneau, Louise Nobert et Louis Portugais; série pour la télévision, quelque 68 épisodes de 30 min, sur 4 ans)
- 1964 : Trouble-fête (Coopératio, Pierre Patry, réal. et coscénariste avec Jean-Claude Lord; 95 min)
- 1965 : La Corde au cou (Coopératio, Pierre Patry, réal., coscénariste avec Claude Jasmin, l'auteur du roman de ce nom; 104 min)

### Comme réalisateur
- 1958 : Coup d'œil No 99 (ONF; Pierre Patry, coscénariste avec Hector Lemieux et Jacques Bobet ; comprend 2 reportages : Recherches sur le rivage à la Barbade et La Roulotte de Paul Buissonneau; 10 min)
- 1959 : Les Petites Sœurs (ONF; coll. Vie monastique des années 1960 ; 30 min)
- 1959 : Germaine Guèvremont, romancière (ONF; 30 min)
- 1960 : Collège contemporain (ONF; coll. Collèges classiques au Québec ; 20 min)
- 1960 : Le Chanoine Lionel Groulx, historien (ONF, Pierre Patry, réal.; 59 min)
- 1962 : Louis-Hippolyte Lafontaine (ONF, Pierre Patry, réal. ; coll. Les Artisans de notre histoire; 29 min)
- 1963 : Petit discours de la méthode (ONF, Pierre Patry, coréal. et Claude Jutra, scén. et coréal.; 28 min)
- 1964 : Il y eut un soir... il y eut un matin (ONF; 28 min)
- 1964 : Trouble-fête (Copératio, Pierre Patry, réal., assisté de Jean-Claude Lord; 95 min)
- 1965 : Caïn (Copératio, Pierre Patry, réal., d'après un roman de Réal Giguère, interprète; 76 min)
- 1965 : La Corde au cou (Copératio, Pierre Patry, réal.; 104 min)
- 1966 : Infirmière de nuit (ONF; 16 min)

### Comme producteur
- 1964 : Il y eut un soir... il y eut un matin (ONF, Pierre Patry, réal.; 28 min)
- 1964 : Trouble-fête (Coopératio, Pierre Patry, réal.; 95 min)
- 1965 : La Corde au cou (Coopératio, Pierre Patry, réal.; 104 min)
- 1965 : Caïn (Coopératio, Pierre Patry, réal.; 76 min)
- 1966 : Délivrez-nous du mal (Coopératio, Jean-Claude Lord, réal.; 82 min)
- 1967 : Entre la mer et l'eau douce (Coopératio, Michel Brault, réal.; 85 min)
- 1968 : Poussière sur la ville (Coopératio, Arthur Lamothe, réal.; 93 min)
- 1968 : A Great Big Thing (Argo Films, coprod. Canada - USA, Eric Till, réal., Terence Heffernan, scén; 80 min)
- 1972 : Les Colombes (Société de développement de l'industrie cinématographique canadienne, Jean-Claude Lord, réal., scén. et coprod. avec Pierre Patry et Pierre David; 116 min).

## Son expertise du partenariat en formation à distance (FAD)
« Ceux qui ont croisé Pierre Patry se souviendront sans peine de ce bâtisseur — certains diraient cet apôtre  — des réseaux et partenariats en formation à distance. Il a participé à la création de CANAL (Canal Savoir) et du REFAD, de même qu’à celle d’une longue liste d’organismes internationaux, parmi lesquels le CIFFAD (Consortium international francophone de formation à distance), le CREAD (Consortium des réseaux d'éducation à distance des Amériques), le COL (Commonwealth of Learning) et le COMRED (Concertation mondiale des réseaux d'éducation à distance). […]
 
Les partenariats sont même un des liens qu’il fait entre ses trois carrières successives, d’abord dans les activités socioculturelles (théâtre, radio, télévision, cinéma), puis en animation dans les centres culturels et finalement, en éducation : « En fait, c’est ce que j’ai fait toute ma vie, créer des gangs. » De ses multiples expériences, il retient l’importance de plusieurs points cruciaux, dont :
- Qualités du leader
Pour Pierre Patry, le succès d’un partenariat est étroitement lié aux qualités de son leader. « Le leader d’un partenariat est un synchronisateur. Il n’enlève pas de prérogatives aux membres ». Il faut donc un coordonnateur qui a, au départ, une philosophie de respect de l’autonomie des partenaires. « Les tentatives de mainmise d’un partenaire sur le groupe peuvent le tuer ». Mais le leader doit maintenir un équilibre délicat : il doit à la fois savoir partager la décision et exercer son leadership.
Quand on lui parle de l’importance que certains auteurs accordent à la présence d’un promoteur passionné, d’un « champion » au sein d’un partenariat, il met un bémol : « Un des principaux défis est de faire en sorte que le partenariat survive au départ du leader. Le leader doit savoir se détacher de ce qu’il crée. Il doit s’effacer pour que le partenariat survive. »

- D’un projet concret
Quand on l’a vu « tricoter » un partenariat, on pourrait croire que les relations humaines sont, pour lui, le déclencheur usuel des partenariats. Il met plutôt l’emphase sur le besoin. « Il faut un projet concret. On crée des partenariats pour mettre en commun les ressources de chacun des partenaires. » Ce peut être par mesure d’économie, pour partager des infrastructures technologiques autant que des ressources humaines, physiques et intellectuelles. Et s’il n’y a pas rareté de ressources? « Embaucher des sous-traitants ou des employés ne jouirait pas de la dynamique participative partenariale. » Les réseaux humains comptent aussi. Dans certains cas, ce sont les relations de confiance préétablies qui permettent ou, à tout le moins, accélèrent les déblocages. Les associations et réseaux aident à établir ces relations. Mais, selon lui, ils doivent aller au-delà du simple réseautage et du partage d’expertise purement intellectuelle pour mener à des réalisations concrètes partagées.

- D’une entente claire
Le partenariat doit-il être formalisé dans un contrat ou une convention ? « Oui », dit-il. Mais il ne peut s’empêcher de s’exclamer : « Ne le faites surtout pas rédiger par un avocat ! ». C‘est qu’il faut que l’entente traduise strictement la volonté des partenaires et ait vraiment l’adhésion de chacun. Sa rédaction est une occasion de clarifier et d’ajuster les attentes. On peut y ajouter une clause générale pour l’assujettir aux lois applicables et même la soumettre, mais seulement après coup, à un conseiller juridique…

Ses vingt-cinq ans de partenariats en FAD ne lui ont pas fait perdre la foi ni dans la formation à distance, ni dans les partenariats. Pierre Patry demeure convaincu que la mondialisation, les besoins pour une éducation généralisée et continue, le multilatéralisme et l’interdisciplinarité feront des partenariats une formule à privilégier en FAD, tant au niveau national qu’international. »
— Lucie Audet, 2007, op. cit., p. 31
Les initiatives internationales de Pierre Patry en FAD francophone resteront pourtant directement sans lendemain évident. Ainsi, le CIFFAD, le CREAD et le COMRED s'avéraient inactifs sur le Web en 2010 et n'avaient eu aucune activité au cours des années précédentes (ce que montre l'étude Re.ViCa en 2009 dans le cas du CIFFAD), tandis que le projet CÆRENAD lancé en 1999 et réunissant la Télé-université ainsi que cinq établissements universitaires situés dans des pays en développement (Brésil, Chili, Costa Rica, Île-Maurice et Sénégal) ne connut pas de suite directe connue. Peut-être la cause en est-elle dans ce qu'Otto Ikomé décrit comme « la difficulté de changer des cultures institutionnelles profondément enracinées, qui trouvent leurs origines dans l’histoire et les pratiques coloniales ». Mais l'ampleur du projet, notamment quant à ses objectifs, l'insuffisance de sa logistique, la diversité et l'éloignement des partenaires, l'absence de résultats tangibles, ainsi que le manque d'enracinement institutionnel de ce projet (notamment à la Télé-université) témoignent d'une aventure sans doute généreuse, mais en réalité largement utopique, dans laquelle le partenariat apparaît plus comme un symbole que comme un moyen permettant l'atteinte de résultats significatifs justifiant les investissements publics qui y furent consacrés. L'impact est d'autant plus difficile à mesurer que, peu après, l'Internet s'est pointé et développé, susceptible de rapprocher les gens, les organisations, les cultures, de diffuser les savoirs… à moindre coût, mais de façon souvent plus informelle, moins contraignante, plus variée, plus difficile à cerner, à voir et à comptabiliser.

## Vie privée
À sa retraite, il habite Vaudreuil-sur-le-Lac. Pierre Patry meurt à 80 ans le 7 juin 2014.

## Honneurs
- 2000 : Doctorat honorifique en Lettres, de l'Université Laurentienne, pour son apport au cinéma
- 2010 : membre de la Compagnie des Cent-Associés francophones
- 2011 : membre de l'Ordre des francophones d'Amérique[14]